# 路姜
路姜（1981年6月30日—），中国足球运动员，司职中场。

## 职业生涯
1990-1996年路姜在北京什刹海体校学习，1996年加入北京国安青年队。
路姜在2000年进入北京国安一线队，曾入选国青队、国奥队，曾经是一名问题球员，2002年因泡吧事件与国安队友张帅一同被开除出国奥队，但同年路姜还入选了中国国家足球队在与叙利亚的友赛中为国家队上场比赛。
在2008年中超联赛第18轮北京国安主场与武汉光谷比赛的第93分钟，武汉队员李玮锋准备解围，结果皮球打在路姜身上弹出，李玮锋收不住脚，左脚踩在了已经倒地的路姜的胸口上，而就在李玮锋转身后，右脚又有个蹬踏的动作踩到了路姜，路姜极为恼火，立即起身掐住李玮锋的脖子将其放倒，这个动作被当值主裁判看到，并出示红牌将路姜直接罚出场外。事后，两人都得到足协8场停赛，罚款8000的处罚。这处罚也令武汉光谷不滿而退岀中超联赛。
2009年，路姜帮助北京国安获得中超联赛冠军，是球队首座顶级职业联赛冠军。
2012年，路姜加盟中甲联赛球队湖南湘涛。
2013年，转投另一支中甲联赛球队北京八喜。